# Dungeon Crawl Stone Soup

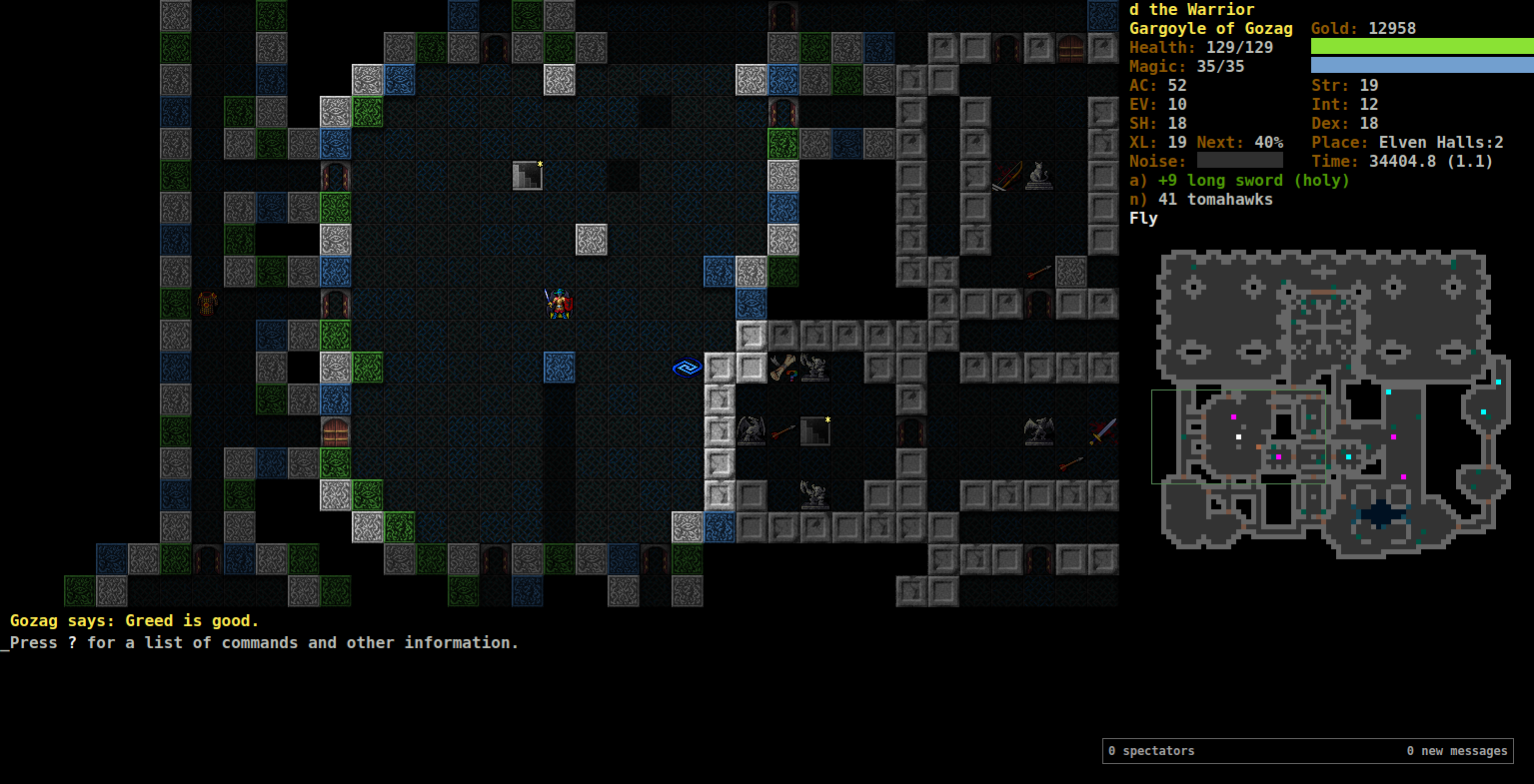

Dungeon Crawl Stone Soup는 Linley Henzell이 1995년에 제작해 1997년 10월 2일 일반 대중에게 공개한 로그라이크 컴퓨터 게임인 Linley's Dungeon Crawl 을 계승하는 자유 오픈 소스 로그라이크 게임이다.
2019년 6월 2일 기준 최신 안정화 버전은 2019년 3월 30일 출시한 0.23.2

## 같이 보기
- 로그라이크